# Aetheomorpha philippineneis
Aetheomorpha philippineneis is een keversoort uit de familie bladkevers (Chrysomelidae). De wetenschappelijke naam van de soort werd in 1886 gepubliceerd door Lefevre.